# Kriss Vector
A KRISS Vector é uma família de armas de fogo produzida pela companhia americana KRISS USA, anteriormente Transformational Defense Industries (TDI). As submetralhadoras Vector utilizam um sistema blowback atrasado que, combinado com o design reto, reduzem seu coice (recuo). 

## História

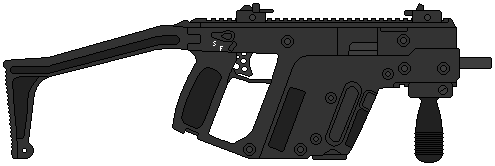
Ilustração do protótipo Kriss Super V.

Em 2007, TDI anuncia o primeiro protótipo da Vector, o Kriss Super V.
No SHOT Show 2011, é anunciado o segundo protótipo da Vector, o K10. O receptor havia sido redesenhado para facilitar sua troca, de modo que operadores podiam disparar diversos calibres com a Vector apenas o trocando. A alavanca de manejo também foi redesenhada, aonde correria na diagonal, quase que verticalmente, e poderia ser alternada para ambos lados da arma. A antiga coronha rebatível foi substituída por uma retrátil e houve a adição de trilhos no final do cano. Desde o SHOT Show 2013 ela nunca mais foi exibida e acredita-se que foi cancelada. 

KRISS anuncia uma versão definitiva, a Vector Gen II, em 2015.

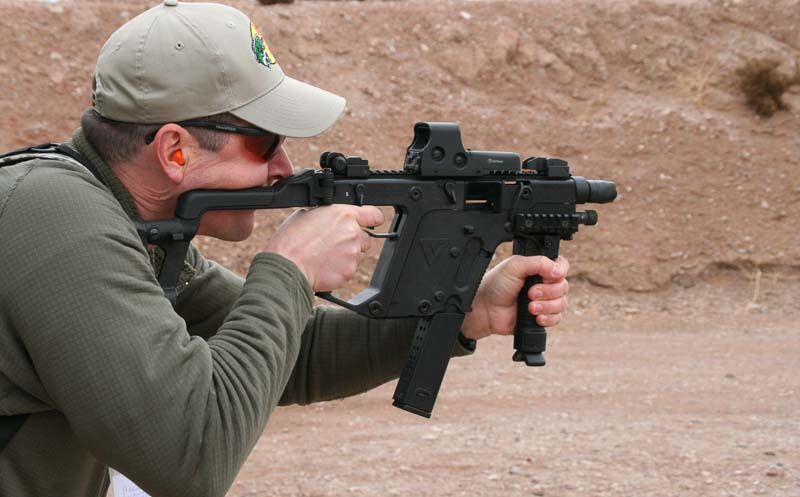
KRISS Vector em um estande tiro na SHOT Show 2010.